# بوب فرانك (مغني)
بوب فرانك (بالإنجليزية: Bob Franke)‏ هو مغني ومغن مؤلف أمريكي، ولد في 25 يوليو 1947 في هامتراميك في الولايات المتحدة.

## وصلات خارجية
- بوب فرانك على موقع ميوزك برينز (الإنجليزية)
- بوب فرانك على موقع ديسكوغز (الإنجليزية)